# Нуццоло, Рафаэль
Рафаэ́ль Нуццо́ло (нем. Raphaël Nuzzolo; род. 5 июля 1983, Биль, Берн) — швейцарский футболист, полузащитник клуба «Ксамакс».

## Карьера
После того, как Нуццоло отыграл два сезона в клубе «Биль-Бьенн», он отправился в «Ксамакс». Сначала, его брали на позицию нападающего, а затем он был перемещён на правый край полузащиты.
В 2006 году Мирослав Блажевич, который в то время был главным тренером «Ксамакса», заявил, что «у Нуццолло есть будущее в национальной сборной Швейцарии». 19 февраля 2006 года он забил свой первый гол в высшем дивизионе Швейцарии.
В сезоне 2009/10 Нуццоло стал ключевой фигурой в клубе: многие сочли, что он был лучшим игроком сезона. Перед сезоном 2010/11 он был избран капитаном команды.
16 июля 2011 года он перешёл в «Янг Бойз».